# Internacional Lletrista
La Internacional Letrista (IL) va ser la primera escissió del moviment lletrista d'Isidore Isou, seguits serien de prop per l'Ultra-Lletrisme.
ritz
La IL es va formar després del boicot del Moviment Lletrista a Charlie Chaplin, esvalotant una roda de premsa amb motiu de la pel·lícula Limelight a l'Hotel Ritz de París a l'octubre de 1952.
Durant l'estiu de 1953, va sorgir entre ells el terme Psicogeografia. Van publicar un butlletí d'informació anomenat Potlatch. Un dels seus textos més importants era Fórmula per a un Nou Urbanisme d'Ivan Chtcheglov que no va ser publicat fins a 1958 en la primera revista de la Internacional Situacionista.
Advocava per una nova ciutat on tots serien capaços de viure en la seva pròpia catedral.
La teoria utòpica era acompanyada per l'anomenat moviment de deriva, per mitjà del qual els habitants de les ciutats vagarien com núvols a través de l'ambient urbà, el que van anomenr urbanisme unitari. En el seu Introducció a una Crítica de la Geografia Urbana (publicat en la revista surrealista belga Les Levres Nues, No. 6, 1955) Guy Debord va descriure a un company que vagava per la regió de Harz, a Alemanya seguint cegament un mapa de Londres.
Aquesta era una de les metodologies favorites dels psicogeògrafs. Van produir una àmplia varietat de propostes: l'abolició dels museus i posar l'art en els bars, obrir el Metro tota la nit, aixecar les teulades de París com si fossin paviment, amb escales mecàniques per a ajudar a accedir. També van desenvolupar el detournement com una tècnica de reutilitzar el material previ per a un propòsit radical.
Sobre el 28 de juliol de 1957 es van fusionar amb el Moviment Internacional Per a Un Bauhaus Imaginista i la London Psychogeographical Association per formar la Internacional Situacionista.
En foren membres Michele Bernstein, Andre-Frank Concord / Andre Frankin, Guy Debord, Jacques Fillon, Alexander Trocchi, Gil Wolman, Jean-Michel Mension, Francois Dufrene, Mohamed Dahou, Cheik Ben Dhine o Ait Diafer.